# U.S. Route 71
Pour les articles homonymes, voir Route 71.
La U.S. Route 71 (US 71) est une U.S. Route d'axe sud / nord parcourant 2 466 km (1 532 miles). Construite en 1926, cette route originale est restée pratiquement inchangée, croisant beaucoup d'autoroutes inter-États.
Le terminus sud actuel est à l'intersection avec la US 190 à Krotz Springs en Louisiane. Le terminus nord, quant à lui, est situé à International Falls, dans l'État du Minnesota, à la frontière canadienne et du côté sud du Pont international Fort Frances-International Falls à Fort Frances, dans la province canadienne de l'Ontario. Il s'agit également du terminus nord de la US 53. La route qui se poursuit du côté canadien permet d'accéder à la Route 11 ainsi qu'à la Route transcanadienne.

## Description du tracé
|       | mi    | km    |
| ----- | ----- | ----- |
| LA    | 230   | 370   |
| AR    | 310   | 499   |
| TX    | 18    | 29    |
| MO    | 317   | 510   |
| IA    | 232   | 373   |
| MN    | 462   | 685   |
| Total | 1 532 | 2 466 |

### Louisiane
Le terminus sud de la US 71 se trouve en Louisiane, à une intersection avec la US 190 entre Port Barre et Krotz Springs. La route se dirige ensuite vers le nord-ouest et passe par Alexandria, Montgomery, Coushatta et Shreveport. Elle est parallèle à l'I-49 sur toute sa longueur dans l'état. Au nord d'Ida, la US 71 quitte la Louisiane et entre en Arkansas.

### Arkansas et Texas

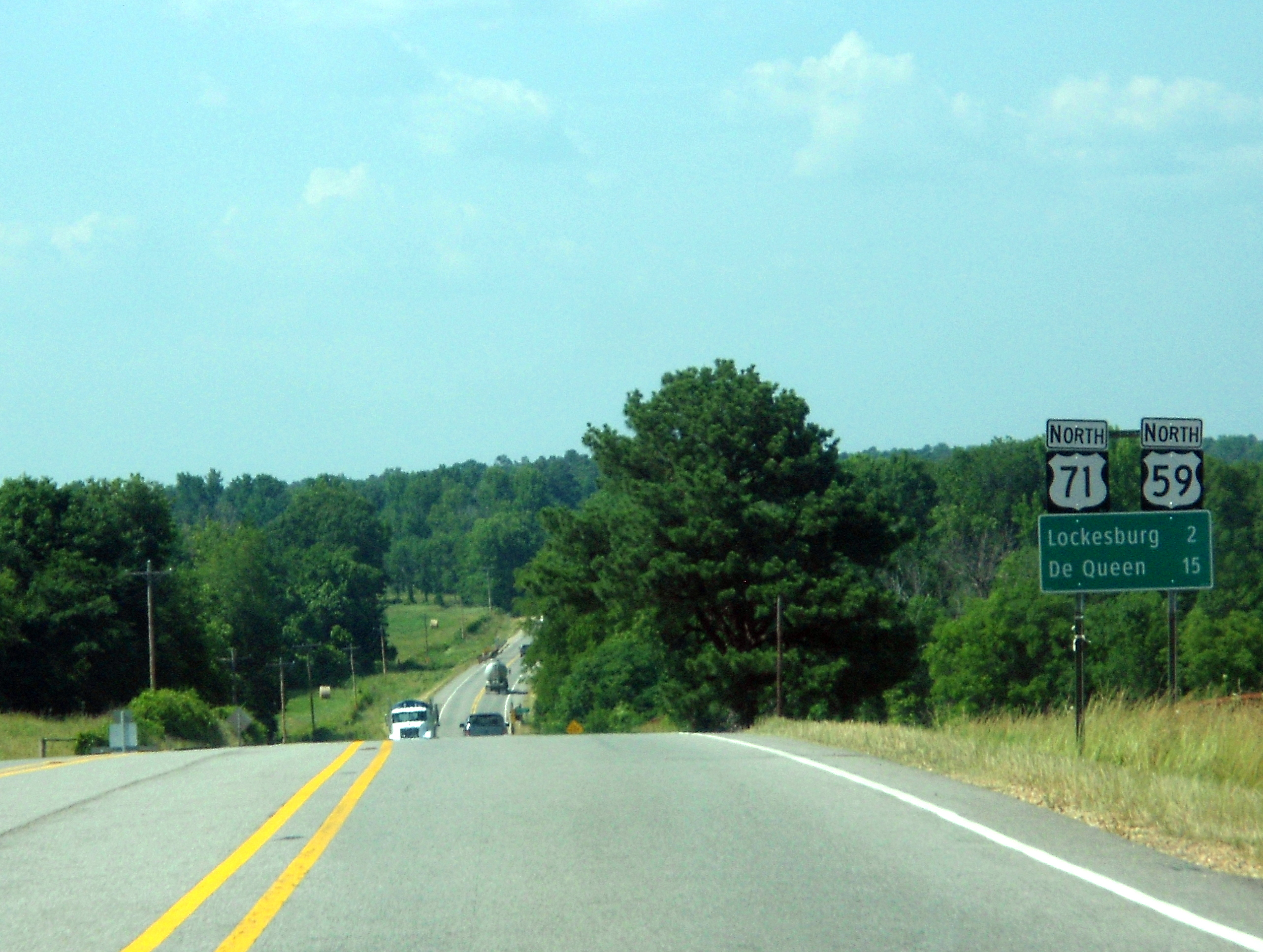
US 59 / US 71 au sud de Lockesburg

La route entre en Arkansas près de la Rivière Rouge et se dirige vers le nord en traversant Doddridge et Fouke. Comme en Louisiane, la US 71 est longée par l'I-49 en Arkansas jusqu'à Texarkana.
Alors que l'I-49 forme une boucle à l'est de Texarkana, la US 71 entre dans la ville. Elle atteint le centre de la ville en empruntant East Street et Hickory Street. Elle rejoint la US 67 et la US 82 au centre-ville sur une courte distance. À l'intersection avec State Line Avenue, la US 71 se dirige vers le nord. La rue forme la frontière avec la partie texane de Texarkana. Les voies en direction nord sont en Arkansas alors que les voies en direction sud sont au Texas. La route se dirige vers le nord et croise l'I-30 en quittant Texarkana.
Un peu au nord de la ville, la route se courbe légèrement à l'ouest, la faisant entrer au Texas. Elle forme alors un multiplex avec la US 59. Un peu au sud de la Rivière Rouge, la route entre à nouveau en Arkansas.
Après avoir traversé la rivière, la US 59 / US 71 se dirige vers le nord en passant par Ogden, Ashdown et Lockesburg. Au nord de cette ville, la route bifurque vers l'ouest. À De Queen, la route bifurque vers le nord en passant par Grannis, Cove et Mena. Après cette ville, les routes se séparent et la US 71 entre dans la Forêt nationale d'Ouachita. Elle atteint Waldron et Mansfield avant d'arriver au sud de Fort Smith.
Au sud de Fort Smith, elle rejoint l'I-540 pour contourner le centre-ville. Le multiplex prend fin au terminus de l'autoroute à la jonction avec l'I-40 à Van Buren. Elle rejoint cette autoroute jusqu'à Alma, où elle quitte le tracé pour se diriger vers le nord. Elle est à nouveau parallèle à l'I-49, laquelle reprend vie. La route passe par Mountainburg, Winslow, West Fork et Greenland en direction de Fayetteville. À Fayetteville, la US 71 continue rejoint l'I-49 et contourne la ville par l'ouest. Le multiplex demeure jusqu'au nord de Bentonville, où les routes se séparent. La US 71 passe par Bella Vista avant d'atteindre la frontière avec le Missouri.

### Missouri

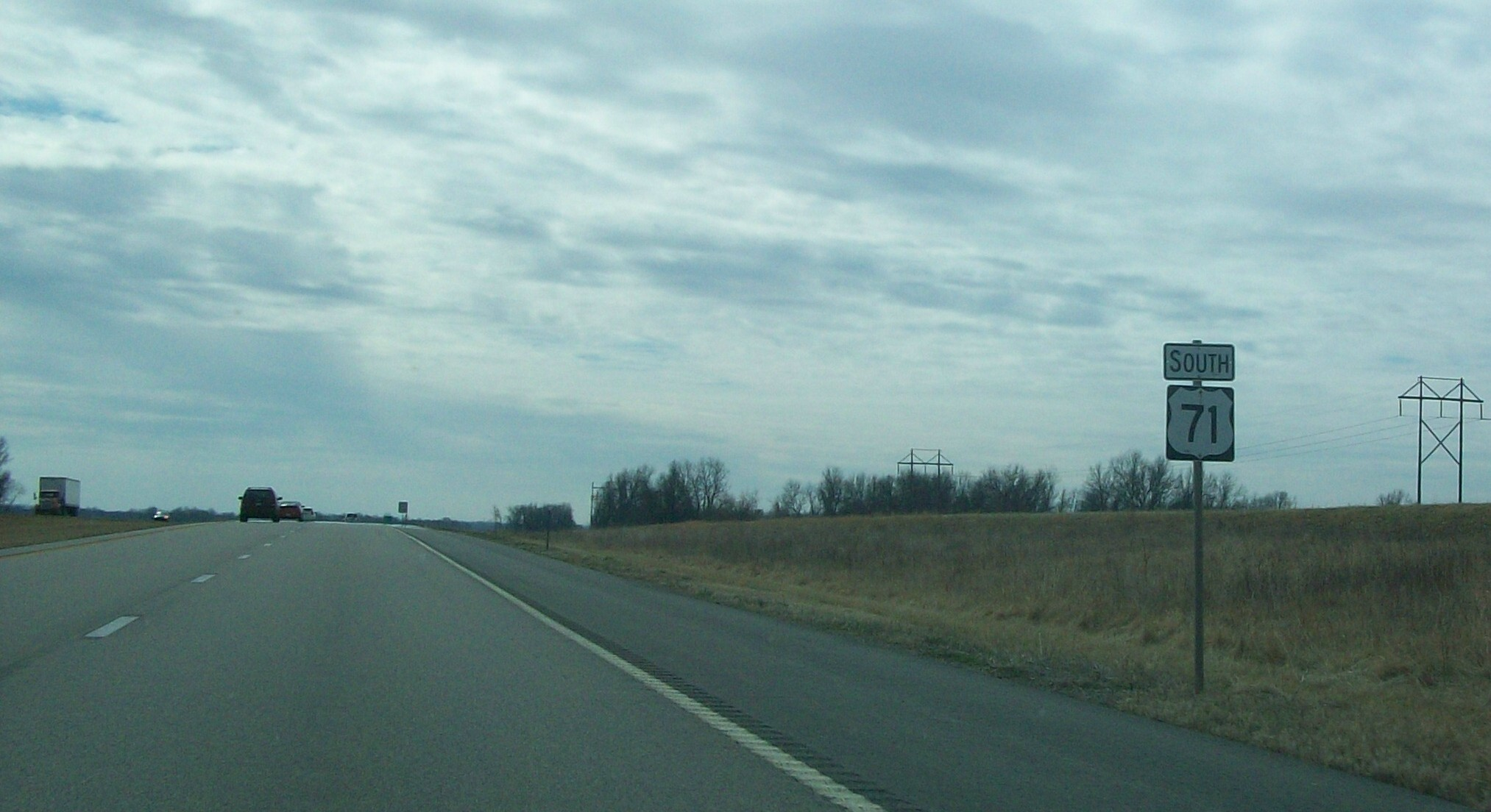
US 71 au Missouri

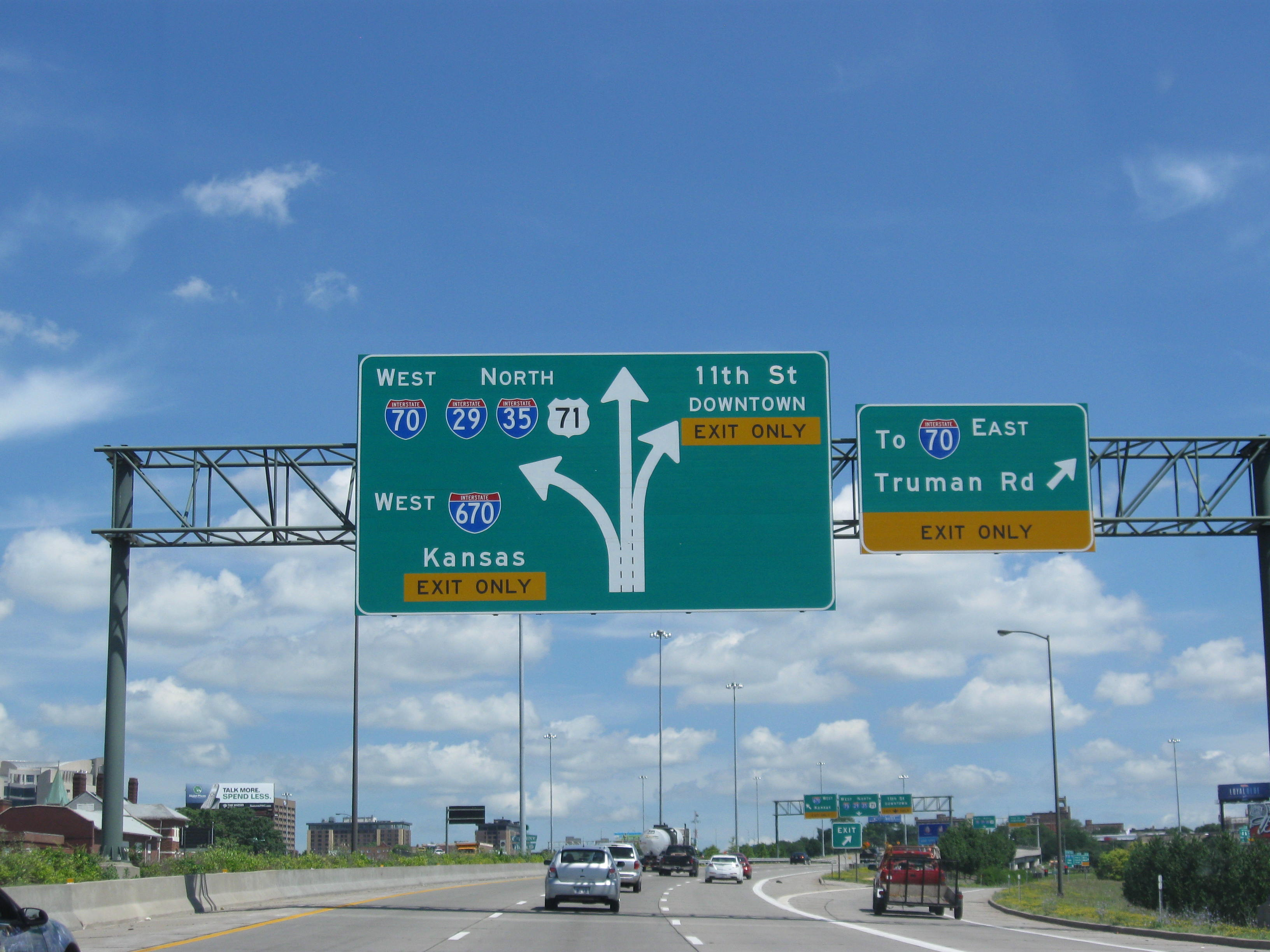
Échangeur avec l'I-70 à Kansas City, MO

La US 71 entre au Missouri au sud-est de Pineville. Alors qu'elle atteint le sud de la ville, la route rejoint l'I-49 jusqu'au sud-est de Kansas City. Elle forme aussi un multiplex avec l'I-44 à l'est de Silver Creek, jusqu'à Fidelity. Au sud-est de Kansas City, à la jonction avec l'I-470 et l'I-435, l'I-49 prend fin et la US 71 se poursuit vers le centre de la ville. Au centre-ville, la US 71 rencontre l'I-70 et forme un très court multiplex avec celle-ci, jusqu'au terminus sud de l'I-29. L'autoroute et la US Route entament alors un multiplex pour quitter la ville par le nord. Au nord de Saint Joseph, à la jonction avec l'I-229, l'I-29 et la US 71 se séparent. La US 71 continue son tracé vers le nord et passe par Savannah et Maryville. À Maryville, la route bifurque vers l'ouest jusqu'à l'est de Burlington Junction, où elle reprend la direction du nord jusqu'à la frontière avec l'Iowa, au nord de Clearmont.

### Iowa
La US 71 traverse une section rurale de l'ouest de l'Iowa. Elle entre dans l'état à Braddyville et rencontre l'I-80 près de Brayton, au nord-est d'Atlantic. Au nord de l'I-80, la US 71 passe par Carroll où elle rencontre la US 30. Elle continue vers le nord et, à Sac City, elle forme un multiplex avec la US 20 jusqu'à Early. Elle reprend la direction nord et forme un multiplex avec la US 18 à Spencer. La route traverse ensuite les Grands Lacs de l'Iowa, où le Lac West Okoboji et le Lac East Okoboji se rencontrent, avant de quitter l'état.

### Minnesota
Comme c'est le cas en Iowa, la US 71 au Minnesota est une route rurale. Elle entre dans l'état au sud de Jackson et, dans la ville, elle croise l'I-90. Elle se poursuit vers le nord en passant par Windom, Sanborn, Redwood Falls et Willmar avant de rencontrer l'I-94 / US 52 à Sauk Centre. Autour de Willmar, la route est construite sous forme d'autoroute. Elle passe ensuite par Long Prairie, Wadena et Park Rapids avant d'effleurer le Parc d'État d'Itasca, la source du fleuve Mississippi. Elle traverse ce fleuve et constitue une route importante pour le nord du Minnesota. Elle passe par Bemidji et bifurque vers le nord-est jusqu'à son terminus à la frontière canado-américaine à International Falls. Du côté de l'Ontario, la Route 71 relie le pont à la Route 11 à Fort Frances, laquelle se poursuit jusqu'à l'est de Kenora.

## Intersections majeures
Louisiane
 US 190 à l'ouest de Krotz Springs
 US 167 au sud-est de Lecompte. Les routes forment un multiplex jusqu'à Alexandria.
 I-49 à Alexandria
 US 165 à Alexandria. Les routes forment un multiplex jusqu'à Pineville.
 I-49 à Alexandria
 US 167 à Tioga. Les routes forment un multiplex jusqu'au sud-est de Creola.
 US 84 à Clarence. Les routes forment un multiplex jusqu'à Coushatta.
 US 371 à Coushatta. Les routes forment un multiplex jusqu'aux limites entre Coushatta et Edgefield.
 I-20 à Bossier City. Les routes forment un multiplex jusqu'à Shreveport.
 US 79 / US 80 à Shreveport
 I-220 à Shreveport
 I-49 au sud-est de Hosston
Arkansas
 I-49 au sud-est de Doddridge
 I-49 au sud de Fouke
 I-49 à Texarkana
 US 67 / US 82 à Texarkana. Les routes forment un multiplex jusqu'à la frontière avec le Texas aux limites entre Texarkana et Texarkana.
 I-30 / US 59 à la frontière avec le Texas aux limites entre Texarkana et Texarkana. La US 59 / US 71 forment un multiplex jusqu'à Acorn.
Texas
 I-49 au nord de Texarkana
Arkansas
 US 371 à Lockesburg. Les routes forment un multiplex jusqu'à De Queen.
 US 70 au nord-ouest de Lockesburg. Les routes forment un multiplex jusqu'à De Queen.
 US 278 à Wickes
 US 270 à Acorn. Les routes forment un multiplex jusqu'à Y City.
 I-49 au sud-est de Fort Smith
 I-540 à Fort Smith. Les routes forment un multiplex jusqu'à Van Buren.
 US 64 à Van Buren
 I-40 à Van Buren. Les routes forment un multiplex jusqu'à Alma.
 I-49 à Alma
 I-49 à Fayetteville. Les routes forment un multiplex jusqu'à Bentonville.
 US 62 à Fayetteville. Les routes forment un multiplex jusqu'à Bentonville.
 US 412 à Springdale
Missouri
 I-49 au sud de Pineville. Les routes forment un multiplex jusqu'à Kansas City.
 US 60 à Neosho
 I-44 au sud de Duenweg. Les routes forment un multiplex jusqu'à Fidelity.
 US 160 à Lamar
 US 54 à Nevada
 I-435 / I-470 / US 50 à Kansas City. L'I-470 / US 50 / US 71 forment un multiplex dans la ville.
 US 56 à Kansas City
 I-70 / I-670 / US 40 à Kansas City. L'I-70 / US 40 / US 71 forment un multiplex dans la ville.
 I-29 / I-35 / US 24 à Kansas City. L'I-29 / US 71 forment un multiplex jusqu'à l'est d'Amazonia. L'I-35 / US 71 forment un multiplex dans la ville.
 US 69 aux limites entre Gladstone et Kansas City
 US 169 aux limites entre Gladstone et Kansas City
 I-635 à Kansas City
 I-435 à Kansas City. Les routes forment un multiplex jusqu'à Platte City.
 I-229 au sud-est de Saint Joseph
 US 169 à Saint Joseph
 US 36 à Saint Joseph
 US 169 à Saint Joseph
 US 59 au nord-est de Country Club. Les routes forment un multiplex jusqu'au nord-ouest de Savannah.
 US 136 à Maryville. Les routes forment un multiplex jusqu'à l'est de Burlington Junction.
Iowa
 US 34 au nord de Villisca
 US 6 à Atlantic. Les routes forment un multiplex jusqu'au nord de Lorah.
 I-80 au nord de Lorah
 US 30 à Carroll
 US 20 au nord-est de Sac City. Les routes forment un multiplex jusqu'au nord d'Early.
 US 18 à Spencer. Les routes forment un multiplex dans la ville.
Minnesota
 I-90 à Jackson
 US 14 au nord de Sanborn
 US 212 à Olivia. Les routes forment un multiplex dans la ville.
 US 12 à Willmar
 I-94 / US 52 à Sauk Centre
 US 10 à Wadena
 US 2 à Bemidji. Les routes forment un multiplex dans la ville.
 US 53 à International Falls. Les routes forment un multiplex jusqu'à la frontière canado-américaine à Fort Frances, Ontario.
Central Avenue / Church Street à la frontière canado-américaine à Fort Frances, Ontario

## Routes auxiliaires
- US 171, route sud-nord reliant Lake Charles et Shreveport en Louisiane.
- US 271, route sud-nord reliant Tyler, Texas à Fort Smith, Arkansas en passant par l'Oklahoma.
- US 371, route sud-nord reliant Evelyn, Louisiane à De Queen, Arkansas.